# Episodi di Benvenuti a tavola - Nord vs Sud (prima stagione)
La prima stagione della serie televisiva Benvenuti a tavola - Nord vs Sud, composta da sedici episodi, è stata trasmessa dal 12 aprile al 31 maggio 2012 su Canale 5.
| nº | Titolo                        | Prima visione  | Ascolti            |
| -- | ----------------------------- | -------------- | ------------------ |
| 1  | Su al nord                    | 12 aprile 2012 | 4.576.000 – 17,84% |
| 2  | Il mio menù ti sotterrerà     | 12 aprile 2012 | 4.576.000 – 17,84% |
| 3  | La ballata dei cicinielli     | 19 aprile 2012 | 4.494.000 – 17,76% |
| 4  | La grande beffa rossonera     | 19 aprile 2012 | 4.494.000 – 17,76% |
| 5  | I conti tornano!              | 26 aprile 2012 | 4.636.000 – 18,61% |
| 6  | Grazie dei fiori              | 26 aprile 2012 | 4.636.000 – 18,61% |
| 7  | I sogni son desideri          | 3 maggio 2012  | 5.141.000 – 20,29% |
| 8  | Timballo in casa Perrone      | 3 maggio 2012  | 5.141.000 – 20,29% |
| 9  | La vendetta del gambero rosso | 10 maggio 2012 | 4.507.000 – 18,48% |
| 10 | Tocchetto di classe           | 10 maggio 2012 | 4.507.000 – 18,48% |
| 11 | La prima stella               | 17 maggio 2012 | 4.404.000 – 18,64% |
| 12 | Stracotto a fuoco lento       | 17 maggio 2012 | 4.404.000 – 18,64% |
| 13 | Tradimenti                    | 24 maggio 2012 | 4.377.000 – 18,69% |
| 14 | Innamorati a Milano           | 24 maggio 2012 | 4.377.000 – 18,69% |
| 15 | La doppia vita                | 31 maggio 2012 | 4.937.000 – 20,47% |
| 16 | Il sapore del perdono         | 31 maggio 2012 | 4.937.000 – 20,47% |

## Su al nord
- Scritto da:
- Diretto da: Francesco Miccichè

### Trama
Lo chef Paolo Perrone, romano emigrato in Campania, cuoco di una cucina sana e biologica, si trasferisce a Milano con tutta la famiglia (la moglie Anna e i figli Alessia, Giovanna e Filippo), dove apre il ristorante "Il Perrone". Il nuovo locale è proprio di fronte a "Il Meneghino", ristorante "milanesissimo" di Carlo Conforti, a caccia della stella Michelin. In realtà, il ristorante è di Leone, padre della moglie di Conforti, Elisabetta (inoltre, il figlio che hanno avuto insieme, Federico, è appena tornato da un periodo all'estero). Così, Carlo, in combutta con l'amico Renato, anche lui cuoco, vuole comprare il locale davanti a quello del suocero, per essere indipendente da Leone, attraverso Cecio, cameriere del Meneghino. Quando scopre che sono i Perrone i nuovi proprietari della taverna, e che lui non può averla, diventa furibondo, e licenzia Cecio. Ma è lui che ha consigliato a Paolo e a Anna quel ristorante. Infatti, Cecio ed Anna sono cugini, ma lui va a lavorare da Il Perrone, cosa che fa arrabbiare ancora di più Carlo!

## Il mio menù ti sotterrerà
- Scritto da:
- Diretto da: Francesco Miccichè

### Trama
Continua la guerra ai fornelli tra i Perrone e i Conforti...
Il Perrone assume come lavapiatti Lucia, siciliana DOC, in più, riesce a "rubare" a Il Meneghino un ospite importante il calciatore Schillaci(dopo che Filippo gli dice davanti a lui, Carlo e al resto della folla che si è formata intorno al calciatore quel che lo chef del Meneghino ha detto all'arrivo dei Perrone a Milano). Questo suscita l'ira di Leone, su Carlo, che nel frattempo nonostante tutto, ha fatto amicizia con Filippo, il figlio più piccolo dei Perrone, appassionatissimo di calcio. In più, Paolo decide di andare a cena al ristorante di Carlo Conforti per scoprire come si cucina in un ristorante del Nord.

## La ballata dei cicinielli
- Scritto da:
- Diretto da: Francesco Miccichè

### Trama
Dopo essersi accorti di non avere il vino giusto, i Perrone si mettono all'opera per cercare di comprare una cantina dove tenere dei vini pregiati. Ma anche i Conforti vogliono la stessa stanza, per lo stesso motivo. Alla fine, però, sarà Paolo ad aggiudicarsi la cantina, grazie a Cecio. Pilar, una ragazza-madre argentina, trova lavoro come cameriera a Il Meneghino, ma nasconde di avere un figlio. Solo l'amica Sonia la aiuta. Per Cecio, la vista della bella Pilar è un colpo di fulmine. Renato, invece, è interessato a Lucia, la lavapiatti siciliana de Il Perrone!

## La grande beffa rossonera
- Scritto da:
- Diretto da: Francesco Miccichè

### Trama
Il Perrone, nonostante gli sforzi enormi di Paolo, ha più di una difficoltà a decollare ma la grande occasione sembra alle porte: Ariedo Braida, uno dei più autorevoli dirigenti del Milan, prenota l'intero ristorante per una grande cena della società con la squadra al completo. L'entusiasmo è contagioso: verranno al Terrone Kaká, Zlatan Ibrahimović, Filippo Inzaghi, veri e propri idoli del calcio! Paolo è al settimo cielo: confida tantissimo nell'evento per lanciare finalmente il suo locale ed impegna parecchi soldi per fare la spesa, tanto da chiedere un mastodontico prestito alla banca. Ma Braida altri non è che il perfido Carlo Conforti, che ha organizzato un brutto scherzo insieme al fido Renato per far fallire una volta per tutte il suo "acerrimo nemico"...
Nel frattempo dai Perrone si vola sulle ali della felicità, e come rinforzi arrivano da Pollica alcuni esuberanti parenti di Anna, che assieme a Paolo prepareranno ovviamente le proprie specialità. Tuttavia, dopo la scoperta dello scherzo architettato da Conforti, Paolo, inizialmente furibondo con il rivale, decide di rimborsare i tifosi rossoneri che avevano con ansia aspettato dando loro la possibilità di mangiare gratis tutte le prelibatezze che avevano preparato. Anna scopre che Paolo aveva dato in garanzia alla finanziaria e che adesso rischiano davvero di perdere tutto. Federico, venuto a sapere dello scherzo, monta su tutte le furie e se ne va via da casa.

## I conti tornano!
- Scritto da:
- Diretto da: Francesco Miccichè

### Trama
Elisabetta incita Carlo a promettere al figlio Federico che lascerà in pace la famiglia Perrone, per sempre, senza più scherzi. Intanto Paolo è geloso di Anna, e ad un certo punto, crede che lei abbia persino un amante.

## Grazie dei fiori
- Scritto da:
- Diretto: Francesco Miccichè

### Trama
Alessia e Federico sono fidanzati, ma sanno che i rispettivi padri si odiano. Così, "istigano" entrambi i genitori a passare qualche giorno in un hotel di Roma, per farli incontrare proprio nell'albergo, nella speranza che possano far pace, finalmente.

## I sogni son desideri
- Scritto da:
- Diretto da: Francesco Miccichè

### Trama
Carlo rimane esterrefatto dall'abilità calcistica di Filippo a tal punto da fargli sostenere un provino per il Milan. La prova va alla grande, ma quando i dirigenti della squadra si presentano da Paolo con un contratto, scoppia il finimondo.

## Timballo in casa Perrone
- Scritto da:
- Diretto da: Francesco Miccichè

### Trama
Filippo invita Carlo a cenare al ristorante del padre, cosa che fa arrabbiare moltissimo Paolo. La stessa sera Elisabetta Conforti vede il figlio Federico baciarsi con Alessia, la figlia di Paolo, e ne rimane sconcertata!